# Hugo Laspeyres

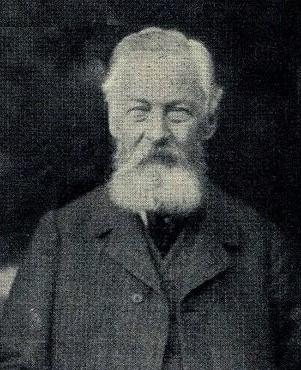
Hugo Laspeyres (1906). Foto von Aura Hertwig

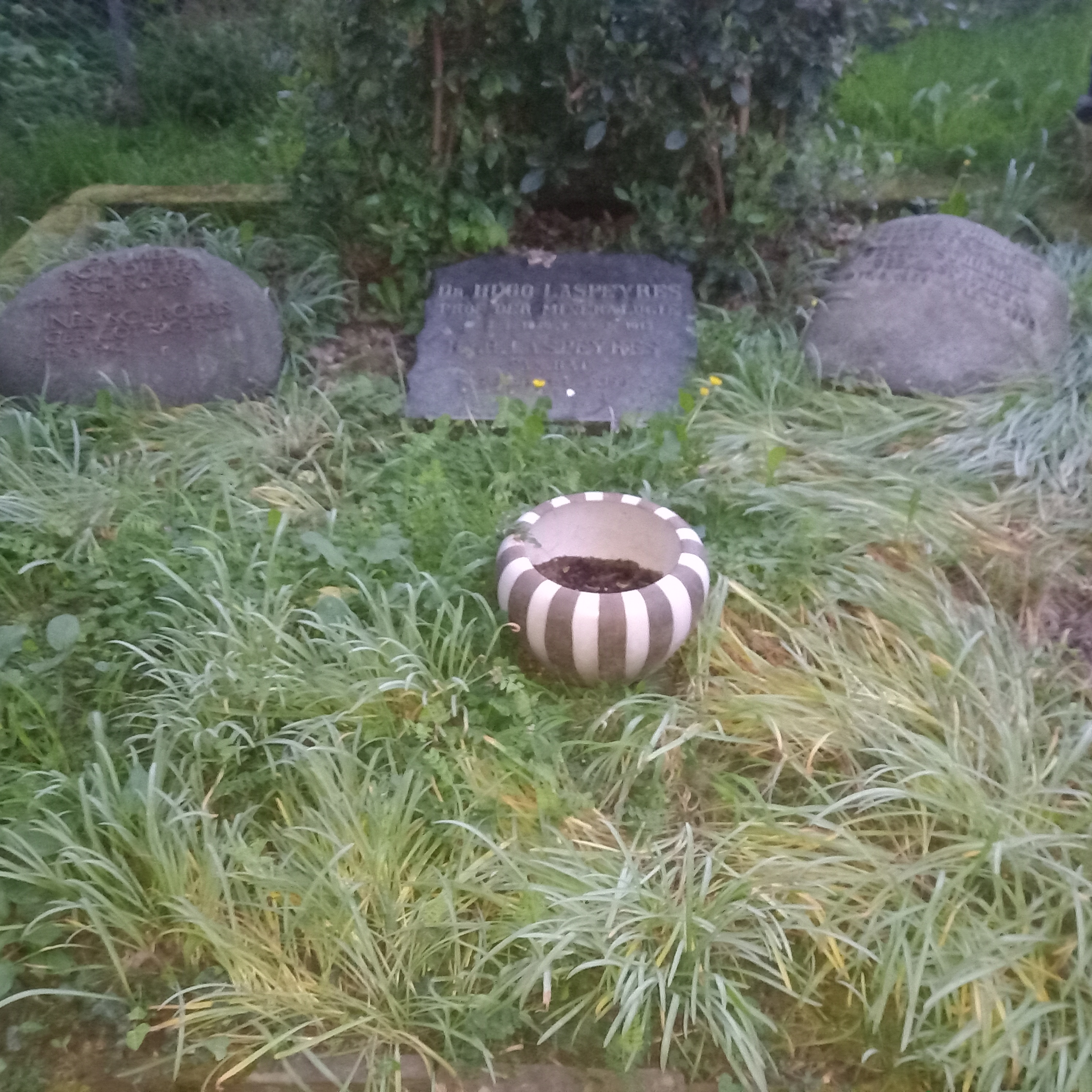
Das Grab von Hugos Laspeyres im Familiengrab auf dem Alten Friedhof Kessenich in Bonn

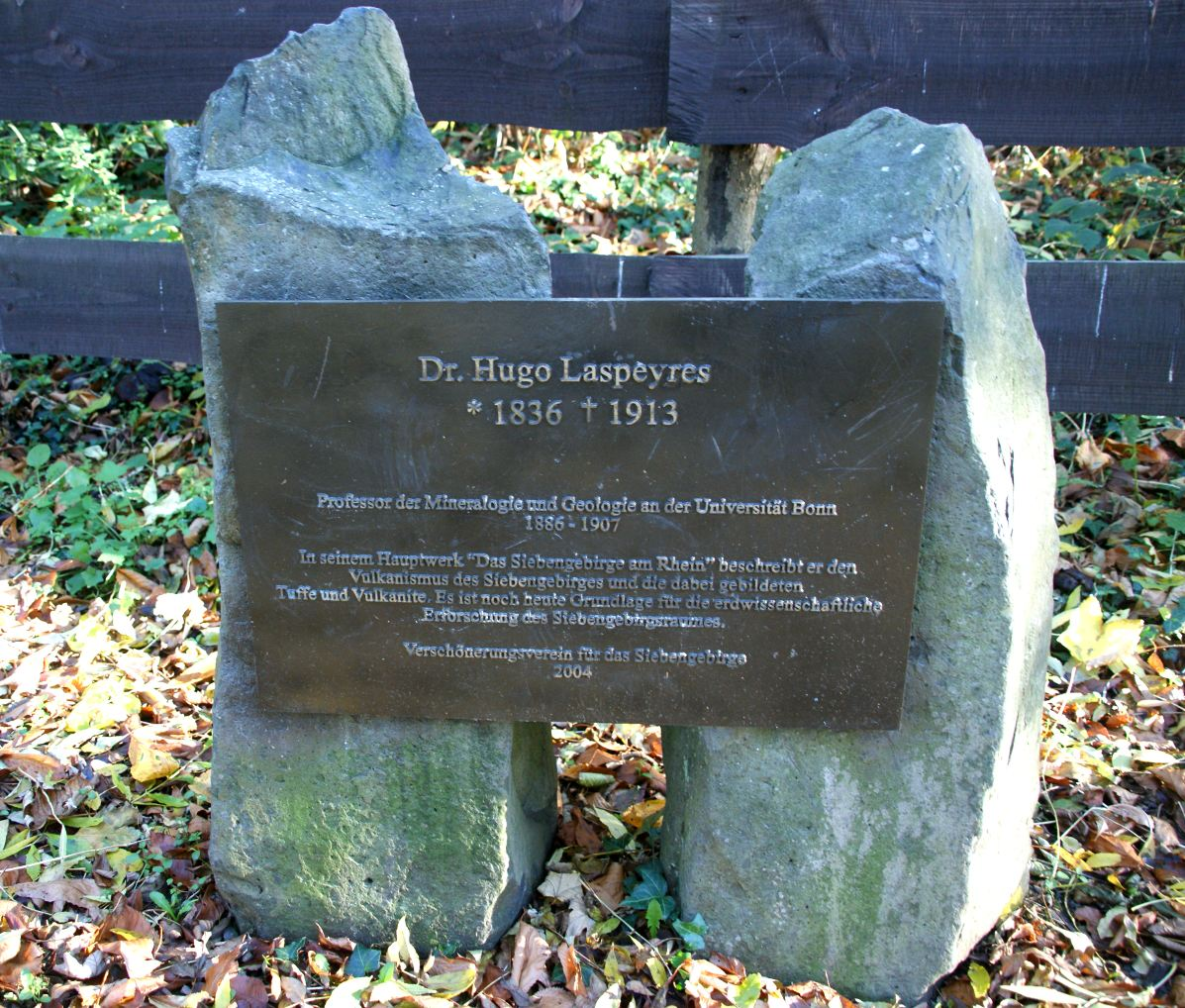
Gedenkplakette am Weilberg in Königswinter

Hugo Laspeyres (* 3. Juli 1836 in Halle; † 22. Juli 1913 in Bonn) war ein deutscher Mineraloge.

## Leben
Der Sohn des Rechtswissenschaftlers Ernst Adolf Theodor Laspeyres und Bruder von Ernst Louis Etienne Laspeyres und Paul Laspeyres studierte Geologie, Mineralogie und Bergbaukunde an den Universitäten in Bonn, Berlin und Heidelberg. An der Universität Heidelberg promovierte Hugo Laspeyres im Jahr 1864 mit seiner Dissertation: "Beitrag zur Kenntniß der Porphyre...". Drei Jahre später absolvierte er seine Habilitation an der königlichen Bergakademie Berlin und wurde dort anschließend als Privatdozent übernommen. Im Jahre 1870 folgte er einem Ruf an die RWTH Aachen, wo man ihm die Position des Ordinarius für Mineralogie und Hüttenkunde übertrug. Im Jahr 1882 wurde er zum Mitglied der Leopoldina gewählt.
Am 26. Januar 1884 wechselte Laspeyres zur Universität Kiel, wo er bis zum 1. Oktober 1886 in gleicher Funktion tätig war. Anschließend lehrte und forschte er noch bis 1906 als Professor der Mineralogie und Geologie an der Universität Bonn. Darüber hinaus war er vom 1. Oktober 1886 bis zum 31. März 1907 zeitgleich noch Direktor des Mineralogischen Museums der Universität Bonn.
Die Hauptarbeitsgebiete des 1893 zum Geheimen Bergrat beförderten Laspeyres umfassten die Geognostische Darstellung des Steinkohlengebirges und des Rotliegenden nördlich von Halle (Saale); Eruptivgesteine zwischen Saar und Rhein; Bau der Vogesen und des Schwarzwaldes; kristallographische, mineralogische und petrographische Untersuchungen.
Laspeyres gilt als Erstbeschreiber der Minerale Kosmochlor und Polydymit.

## Schriften
- Beitrag zur Kenntnis der Porphyre und petrographische Beschreibung der quarzführenden Porphyre in der Umgegend von Halle an der Saale. Dissertation Universität Heidelberg, Starcke, Berlin 1864 (Digitalisat)
- Geognostische Darstellung des Steinkohlengebirges und Rothliegenden in der Gegend von Halle an der Saale. Verlag der Neumann’schen Kartenhandlung, Berlin 1875
- Heinrich von Dechen. Ein Lebensbild. - Bonn: Cohen, 1889
- Das Vorkommen und die Verbreitung des Nickels im Rheinischen Schiefergebirge, Bonn : Cohen, 1893
- Die Meteoriten-Sammlung der Universität Bonn, SS. 83–156 und SS. 141–220 in: Verhandlungen des naturhistorischen Vereines der preussischen Rheinlande und Westphalens, Jg. 51. Heft 2 und Jg. 52. Heft 1, Cohen, Bonn 1894–95
- Die steinigen Gemengtheile in Meteoreisen von Toluca in Mexico. Kosmochlor, ein neues kosmisches Mineral, In: Zeitschrift für Krystallographie und Mineralogie, Band 27 (1897), S. 586–600 (PDF 656 kB)
- Das Siebengebirge am Rhein. In: Verhandlungen des naturhistorischen Vereines der preussischen Rheinlande und Westphalens und des Regierungsbezirkes Osnabrück, 57, 1900, Bonn 1901, S. 119–596